# Anastasio (vescovo VIII secolo)
Anastasio (... – VIII secolo) è stato un vescovo italiano.

## Biografia
Fu inviato da papa Gregorio III intorno al 741 insieme al presbitero Sergio a chiedere aiuto a Carlo Martello contro il re Liutprando dei Longobardi, che bramava il dominio di Roma. Portò con sé le chiavi di San Pietro e altre reliquie. Fu ben ospitato e offrì al capo dei Franchi il consolato a Roma, tuttavia non ottenne nulla per via di una trattativa già avviata tra Franchi e Longobardi in occasione dell'alleanza contro i saraceni in Provenza intorno al 739.